# Mesoxaea arizonica
Mesoxaea arizonica  (лат.) — вид перепончатокрылых насекомых из семейства андренид (Andrenidae). Распространён в юго-западных США (Аризона) и Мексике (Наярит, Синалоа, Сонора). Длина тела самцов 16—20 мм, длина переднего крыла 14—16 мм. Длина тела самок 18—23 мм, длина переднего крыла 15—17 мм.